# Округ Кларк (Кентаки)
Округ Кларк (енгл. Clark County) је округ у америчкој савезној држави Кентаки.

## Демографија
По попису из 2010. године број становника је 35.613, што је 2.469 (7,4%) становника више него 2000. године.
| Група             | 2000.          | 2010.          |
| Белци             | 30.832 (93,0%) | 32.407 (91,0%) |
| Афроамериканци    | 1.582 (4,8%)   | 1.708 (4,8%)   |
| Азијати           | 65 (0,2%)      | 134 (0,4%)     |
| Хиспаноамериканци | 393 (1,2%)     | 891 (2,5%)     |
| Укупно            | 33.144         | 35.613         |